# Kana Tsugihara
Kana Tsugihara (次原 かな, Tsugihara Kana, née le 25 août 1984 à Tokyo, Japon) est une actrice, top-model japonaise ayant fait son apparition dans de multiples magazines et émissions télévisées. Elle commença sa carrière en 2003. Elle est rattachée à la compagnie FITONE.
Ses mensurations sont 87G-60-88 cm avec une taille de 1,58 m et une pointure 26 cm.

## Biographie
En avril 2003, elle rentre dans l'université pour femmes d'Otsuma et prend les sciences informatiques comme matière principale. Elle termine ses études en mars 2007.
Elle reçoit de multiples invitations par FITONE dès le lycée. Deux jours après la fin de sa cérémonie de fin d'étude, elle rentre dans le monde du show business.
En août 2003, elle commence sa carrière de top modèle dans le magazine Sukora dans le projet "Nation wide summer white bikini queen contest". Le 7 novembre 2007, elle sort la chanson Nikairi chigai no love song chantée en duo avec Kenji Hirai.

## Filmographie

### Films

#### 2007
- Sundome — Kyōko

#### 2008
- Sundome 2 — Kyōko
- Sundome 3 — Kyōko
- Kakutō ben 3 — Aki Kisaragi

#### 2009
- Sundome 4 — Kyōko
- Ju-on: Kuroi shōjo — Mutsumi

### Direct-to-video
- Shinreishashin kitan — Tōsan Kyōko (2006)
- Wakaba gakuen cherry boy — Yakami Haruka (2009)